# British Columbia Highway 99
British Columbia Highway 99, også kendt som Sea to Sky Highway, Squamish Highway, Route 99 og Whistler Highway, er en større nord-sydgående hovedfærdselsåre i British Columbia, Canada. Den starter ved den canadisk-amerikanske grænse syd for Vancouver, kører nordpå gennem Downtown Vancouver, Squamish og Whistler, før den drejer østpå og ender ved Lilooet, hvor den støder sammen med British Columbia Highway 97. Ruten er i alt 409 kilometer lang. Navnet stammer fra den tidligere amerikanske motorvej U.S. Route 99, som den oprindeligt startede fra ved grænseovergangen. I dag hedder denne motorvej Interstate Highway 5. 
Britisk Columbia Highway 99 blev oprettet i 1942, hvor den dog kun gik fra den canadisk-amerikanske grænse til det nordlige Vancouver. Senere blev den udvidet flere gange, indtil den i 1992 fik det forløb, den har i dag. I 2006 udpegede den engelske avis The Guardian Highway 99 til verdens femtebedste roadtrip.

## Rutebeskrivelse

### South Surrey til Richmond
Highway 99 begynder ved grænseovergangen mellem British Columbia og Washington State i Douglas, på den canadiske side af Peace Arch Park, som en fortsættelse af Interstate Highway 5. Vejen begynder som en firespors motorvej. Highway 99 kører gennem Surrey 12 kilometer i nordvestlig retning med fire frakørsler. Derefter drejer den mod vest fire kilometer, hvorefter den mødes i et motorvejskryds med B.C. Highway 91, der kører i nordlig retning over Annacis Island. Fire kilometer længere mod vest støder Highway 99 sammen med Ladner Trunk Road, der senere bliver til B.C. Highway 10. Yderligere tre kilometer mod vest mødes Highway 99 med B.C. Highway 17A, der kører mod Tsawwassen i sydgående retning og det nordlige Surrey i nordgående retning. Herefter drejer Highway 99 mod nord og kører under Fraser River og ind i Richmond i en tunnel kendt som George Massey Tunnel. 
Her mødes den ved en frakørsel med Steveston Highway og kører derefter syv kilometer nordpå gennem Richmond, hvor den igen mødes med Highway 91 og Westminster Highway. Et par kilometer længere mod nord kører den tæt forbi Vancouver International Airport, og derefter krydser den over Oak Street Bridge ind i byen Vancouver. På hele stykket fra South Surrey til Richmond er fartgrænsen 100 kilometer i timen.

### Vancouver
Det 30 kilometer lange stykke gennem Vancouver er ikke lavet som motorvej. Highway 99 starter med at køre et lille stykke på Oak Street, men efter blot 100 meter drejer den til venstre i et lyskryds. Herefter kører den omtrent 500 meter ad West 70th Avenue, hvorefter den igen drejer mod nord, denne gang ad Granville Street. Herefter kører den syv kilometer mod nord ad Granville Street og krydser over False Creek med Granville Street Bridge, hvorefter Highway 99 kører ind i Downtown Vancouver. Den drejer herefter i nordøstlig retning ad Howe Street og Seymour Street. Den mødes med B.C. Highway 1A, og sammen kører de mod nordvest ad West Georgia Street, der fungerer som den største trafikåre ind og ud af Downtown Vancouver. De kører gennem Stanley Park og derefter ud på Lions Gate Bridge. Herved kører de ind i West Vancouver (der ligger nord for Downtown).

### West Vancouver
Ved enden af Lions Gate Bridge drejer Highway 99 mod vest ved et kryds med Marine Drive. 200 meter senere drejer den mod nord sammen med B.C. Highway 99. Den kører nordpå omtrent en kilometer ad Taylor Way, hvorefter den drejer mod vest igen ad Trans-canadian Highway 1 (Route trans-canadienne). På dette stykke er det en motorvej, kendt som Upper Levels Highway. Den kører 12 kilometer mod nordvest, hvor den blandt andet passerer Cypress Bowl, et mindre skiområde. Efter tolv kilometer sammen drejer Trans-Canadian Highway 1 fra og kører et kort stykke mod vandet, hvor den ender ved færgeterminalen Horseshoe Bay.

### Horseshoe Bay til Cache Creek
Highway 99 forlader kort efter bruddet med Trans-Canadian Highway 1 West Vancouver og kører derefter for første gang gennem den canadiske natur. Highway 99 kører nordpå 12 kilometer, ofte under 100 meter fra Howe Sound, hvorefter den passerer de små byer Lions Bay og Brunswick Beach. Herefter fortsætter den yderligere 21 kilometer nordpå, hvor motorvejen slutter i den tidligere mineby Brittania Beach. Den fortsætter mod nordøst 11 kilometer til Squamish. På vejen kører den bl.a. igennem Murrin Provincial Park og forbi vandfaldet Shannon Falls. Som landevej kører den nordpå gennem Squamish, hvorefter Highway 99 går mod nord 58 kilometer uden at passere nogle byer. Den kører til gengæld forbi Daisy Lake og Brandywine Falls. Vejen går derpå gennem den større by Whistler og 32 kilometer længere mod nordøst Pemberton. Herefter drejer den mod vest og efter omkring 100 kilometers kørsel gennem bjergene, hvor fartgrænsen ofte kun er 30 km/t, mødes den med B.C. Highway 12 i Lilooet. Her krydser vejen også Fraser River igen. Herefter går vejen mod nordøst 75 kilometer, hvor den ender ved et kryds med B.C. Highway 97. 
Stykket mellem Horseshoe Bay og Pemberton, der normalt defineres som Sea to Sky Highway, har en blakket historie. Tidligere var det en landevej med to spor, der ikke var adskilte, og som lå indhugget i klippen med et stejl fald mod Howe Sound mod vest. Der var ikke noget autoværn, og mange mistede livet på vejen, bl.a. på grund af det uforudsigelige vejr og dårlig sigtbarhed. Lokale medier kaldte vejen for "Killer Highway", "The Highway of Death" og "Ski-and-Die Highway".
Som en del af tilbuddet om at holde vinter-OL i Whistler begyndte British Columbias regering i 2002 at opgradere vejen ved blandt andet at udvide vejen, opsætte et autoværn og lave adskillelse mellem de to køreretninger.

## Galleri
- Den sydlige ende af BC 99.
- BC 99 nord for George Massey Tunnel
- Granville Street Bridge.
- Lions Gate Bridge ved Stanley Park.
- Sea to Sky Highway omkring Squamish.
- Shannon Falls er en turistattraktion ved BC 99